# Фрунзе (Сакский район)
Фру́нзе (до 1948 года — населённый пункт центральной усадьбы совхоза Фрунзе; укр. Фрунзе, крымскотат. Bağaylı, Багъайлы) — село в Сакском районе Крыма (согласно административно-территориальному делению Украины — центр и единственный населённый пункт Фрунзенского сельского совета Автономной Республики Крым, согласно административно-территориальному делению РФ — центр и единственный населённый пункт Фрунзенского сельского поселения Республики Крым).

## Современное состояние
На 2016 год во Фрунзе числится около 45 улиц и переулков и площадь им М. К. Дорохина; на 2009 год, по данным сельсовета, село занимало площадь 462,7 гектара на которой, в 1,2 тысячи дворов, проживало 3,2 тысячи человек. В селе действуют средняя школа, детский сад «Сказка», дом культуры, сельская библиотека, врачебная амбулатория церковь Рождества Богородицы. Фрунзе связано автобусным сообщением с Симферополем, Саками и соседними населёнными пунктами.

## География
Фрунзе — село на юге района, в степном Крыму, в 2-х километрах от берега Каламитского залива Чёрного моря, на берегу озера Богайлы, высота над уровнем моря — 15 м. Находится у границы с Симферопольским районом, ближайшее село — Тепловка Симферопольского района — в 3 км на восток. Расстояние до райцентра — около 21 километра (по шоссе), там же ближайшая железнодорожная станция. Транспортное сообщение осуществляется по региональной автодороге 35Н-495 от шоссе 35К-009 Саки — Орловка (по украинской классификации — С-0-11248).

## История

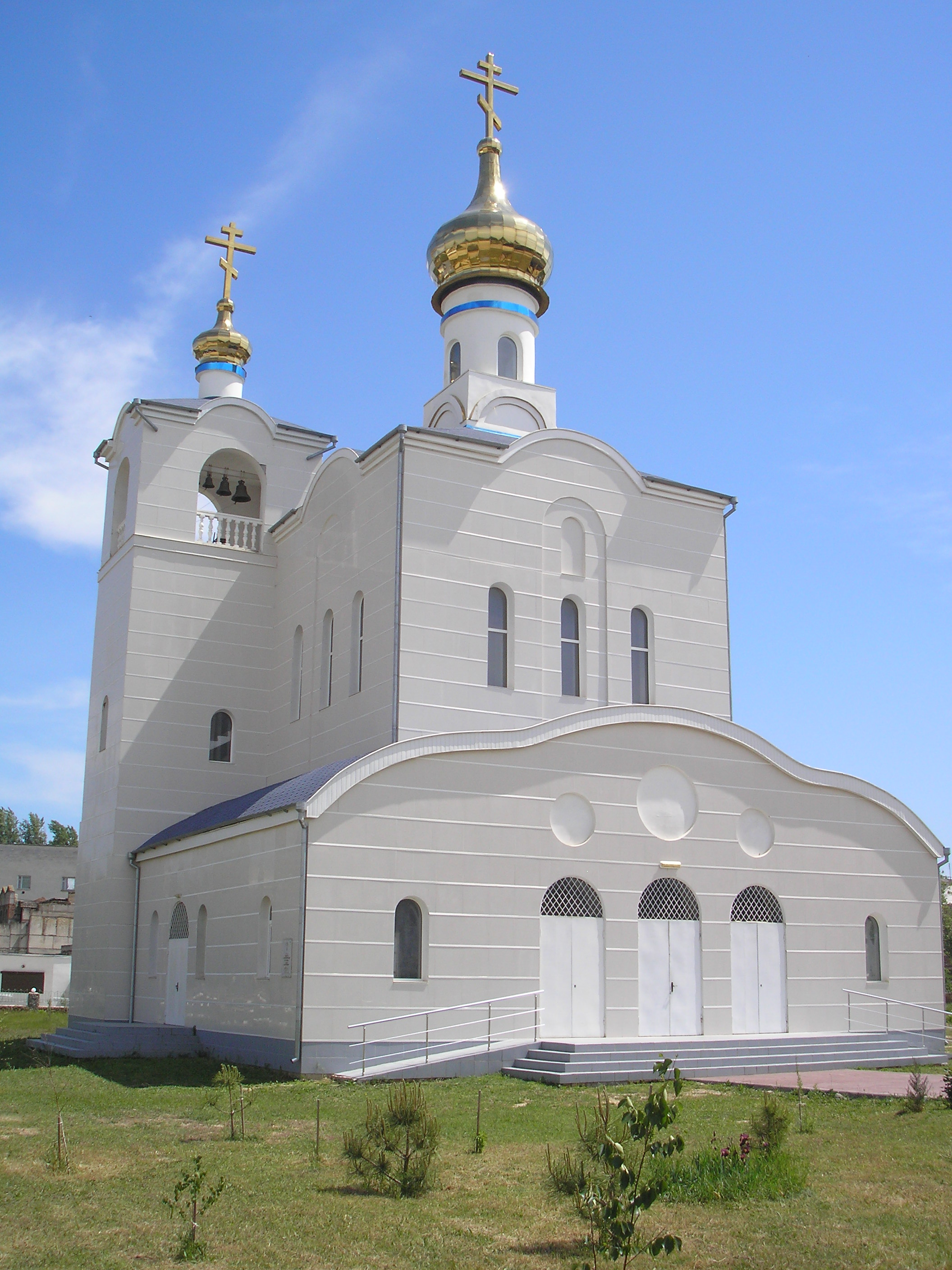
Церковь

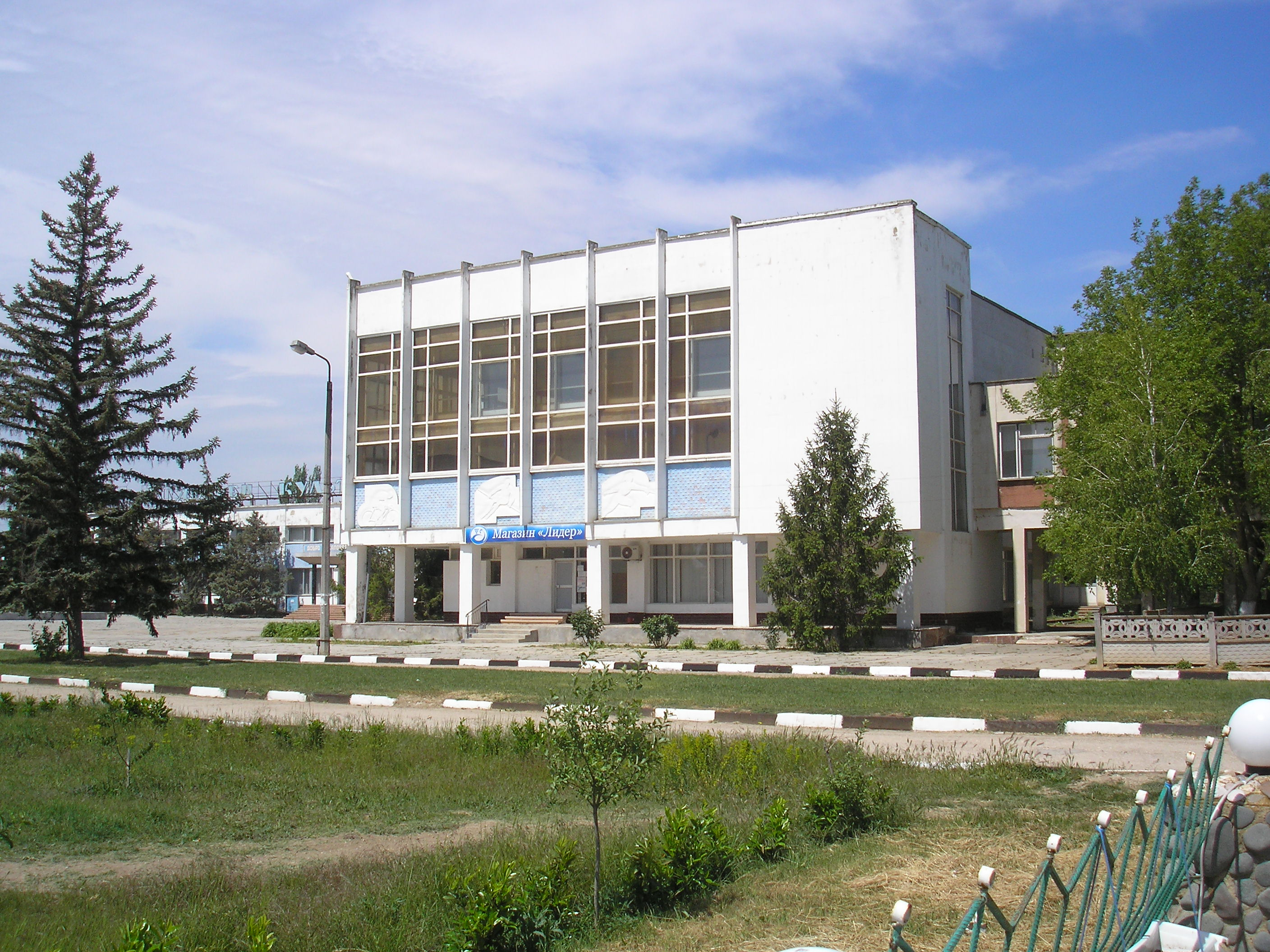
Школа

Селение Красная Горка на месте современного села (по сведениям сельсовета — хутор, основанный в 1921 году), отмечено уже на карте Крымского статистического управления 1922 года. Согласно Списку населённых пунктов Крымской АССР по Всесоюзной переписи 17 декабря 1926 года, в хуторе Красная Горка, Дорт-Кульского сельсовета Симферопольского района, числилось 3 двора, из них 2 крестьянских, население составляло 21 человек, все русские. В январе 1930 года здесь был организован совхоз «Красный хлопковод», в 1934 году переименованный в совхоз им. Фрунзе. Постановлением Президиума КрымЦИКа «Об образовании новой административной территориальной сети Крымской АССР» от 26 января 1935 года был создан Сакский район и село включили в его состав. На километровой карте Генштаба Красной армии 1941 года, составленной по более ранним данным, отмечен ещё небольшой безымянный совхоз, а на двухкилометровке РККА 1942 года — большое селение с полным названием — совхоз им. Фрунзе.
Во время Великой Отечественной войны, после неудачи Евпаторийского десанта 2 февраля 1942 года, в 2 км к западу от села, фашисты расстреляли троих десантников, имена бойцов не установлены. Время создания первого памятника не установлено, в 1982 году он был заменён на современный. На фронтах войны сражались 38 жителей села, все награждены орденами и медалями 17 из них погибли. В их честь в 1966 году в центре села установлен памятный знак. Постановлением Совета министров Республики Крым № 627 от 20 декабря 2016 года оба памятника отнесены к категории объектов культурно-исторического наследия России регионального значения.
После освобождения Крыма от фашистов, 12 августа 1944 года было принято постановление № ГОКО-6372с «О переселении колхозников в районы Крыма», по которому в район из Курской и Тамбовской областей РСФСР в район переселялись 8100 колхозников, а в начале 1950-х годов последовала вторая волна переселенцев из различных областей Украины. С 25 июня 1946 года в составе Крымской области РСФСР. Указом Президиума Верховного Совета РСФСР от 18 мая 1948 года, населённый пункт центральной усадьбы совхоза Фрунзе переименовали в просто Фрунзе. 26 апреля 1954 года Крымская область была передана из состава РСФСР в состав УССР. Указом Президиума Верховного Совета УССР «Об укрупнении сельских районов Крымской области», от 30 декабря 1962 года село присоединили к Евпаторийскому району. 1 января 1965 года, указом Президиума ВС УССР «О внесении изменений в административное районирование УССР — по Крымской области», Евпаторийский район был упразднён и село включили в состав Сакского (по другим данным — 11 февраля 1963 года). До 1977 года село входило в состав Ивановского сельского совета, с 1977 — центр сельсовета. По данным переписи 1989 года в селе проживало 2855 человек. С 12 февраля 1991 года село в восстановленной Крымской АССР, 26 февраля 1992 года переименованной в Автономную Республику Крым. С 21 марта 2014 года — аннексировано Россией.
12 мая 2016 года парламент Украины, не признающий российскую аннексию, принял постановление о переименовании села в Багайлы (укр. Багайли), в соответствии с законами о декоммунизации, однако данное решение не вступает в силу до «возвращения Крыма под общую юрисдикцию Украины».

## Население
| 2001  | 2014  | 2015  | 2016  | 2017  | 2018  | 2019  |
| ----- | ----- | ----- | ----- | ----- | ----- | ----- |
| 3107  | ↘3044 | ↗3051 | ↗3064 | ↘3026 | ↘3020 | ↘3010 |
| 2020  | 2021  |       |       |       |       |       |
| ↗3016 | ↘2871 |       |       |       |       |       |

Всеукраинская перепись 2001 года показала следующее распределение по носителям языка
| Язык       | Процент |
| ---------- | ------- |
| русский    | 82.88   |
| украинский | 14.74   |
| другие     | 1.25    |